# الدوري الكويتي 1998–99
أقيمت بطولة الدوري الكويتي السابعة والثلاثون في موسم 1999/1998، وقد لعب الدوري في البداية بنظامه العادي، حيث تلعب الفرق ال14 مع بعضها، وبعدها تقسم الفرق، حيث يكون أول أربعة فرق في المجموعة الأولى والتي يتأهلون منها كلهم، والفرق من المركز الخامس وحتى التاسع في المجموعة الثانية التي يتأهل منها ثلاثة فرق، والمجموعة الأخير تضم كل من الفرق من صاحب المركز العاشر وحتى الرابع عشر، ويتأهل منها فريق واحد، وتلعب بعدها البطولة بنظان الكأس، وقد فاز باللقب نادي القادسية الكويتي للمرة الثامنة في تاريخه والأولى منذ سبع سنوات.

## الدوري

### المجموعة الأولى
| الفريق                | لعب | فاز | تعادل | خسر | له | عليه | النقاط |
| --------------------- | --- | --- | ----- | --- | -- | ---- | ------ |
| نادي الكويت           | 6   | 3   | 1     | 2   | 11 | 8    | 10     |
| نادي القادسية الكويتي | 6   | 3   | 1     | 2   | 9  | 8    | 10     |
| نادي التضامن الكويتي  | 6   | 2   | 2     | 2   | 3  | 3    | 8      |
| نادي النصر الكويتي    | 6   | 2   | 0     | 4   | 8  | 12   | 6      |

### المجموعة الثانية
| الفريق              | لعب | فاز | تعادل | خسر | له | عليه | النقاط |
| ------------------- | --- | --- | ----- | --- | -- | ---- | ------ |
| نادي السالمية       | 8   | 5   | 1     | 2   | 19 | 12   | 16     |
| نادي اليرموك        | 8   | 5   | 0     | 3   | 15 | 10   | 15     |
| نادي الساحل الكويتي | 8   | 4   | 2     | 2   | 14 | 9    | 14     |
| نادي الشباب الكويتي | 8   | 3   | 1     | 4   | 14 | 15   | 10     |
| نادي الصليبيخات     | 8   | 1   | 0     | 7   | 9  | 25   | 3      |

### المجموعة الثالثة
| الفريق              | لعب | فاز | تعادل | خسر | له | عليه | النقاط |
| ------------------- | --- | --- | ----- | --- | -- | ---- | ------ |
| نادي العربي الكويتي | 8   | 5   | 2     | 1   | 18 | 7    | 17     |
| نادي كاظمة          | 8   | 5   | 1     | 2   | 19 | 9    | 16     |
| نادي الجهراء        | 8   | 5   | 1     | 2   | 17 | 14   | 16     |
| نادي الفحيحيل       | 8   | 1   | 2     | 5   | 11 | 23   | 5      |
| نادي خيطان          | 8   | 0   | 2     | 6   | 6  | 18   | 2      |

## خروج المغلوب

### الدور الربع نهائي
- نادي القادسية الكويتي × نادي العربي الكويتي (2:3)
- نادي الكويت × نادي الساحل الكويتي (0:1)
- نادي التضامن الكويتي × نادي اليرموك (1:2)
- نادي السالمية × نادي النصر الكويتي (1:4)

### الدور النصف نهائي
- نادي القادسية الكويتي × نادي السالمية (1:2)
- نادي التضامن الكويتي × نادي الكويت (0:2)

### مباراة تحديد المركزين الثالث والرابع
- نادي الكويت × نادي السالمية (1:3)

### النهائي
- نادي القادسية الكويتي × نادي التضامن الكويتي (0:1)
- سجل الهدف : حمد الصالح